# Mwadi Mabika
Pour les articles homonymes, voir Mabika.
Mwadi Mabika, née le 27 juillet 1976 à Kinshasa, en République démocratique du Congo, est une ancienne joueuse congolaise de basket-ball. Elle évoluait au poste d'arrière. Elle a été une All-Star de la Women's National Basketball Association (WNBA).

## Biographie

### Carrière nationale et en club au Zaïre/RDC
Mabika a joué pour le Zaïre aux Jeux olympiques d'été de 1996.
Elle a remporté une médaille d'argent avec la République démocratique du Congo aux Jeux africains de 2003.
En décembre 2005, elle fait partie de l'équipe de la RD Congo qui participe au Championnat d'Afrique féminin FIBA 2005.
Pendant six saisons avant de rejoindre la WNBA, Mabika a joué pour le BC Tourbillon à Kinshasa,.

### WNBA
Mabika a été amenée aux États-Unis par la star de la NBA et son compatriote zaïrois Dikembe Mutombo, qui a personnellement fait appel aux responsables du gouvernement zaïrois pour obtenir la permission de l'amener aux États-Unis.
Elle a joué pour les Sparks de Los Angeles lors de la saison inaugurale de la WNBA en 1997. Son premier match a eu lieu le 21 juin 1997 lors d'une défaite 57-67 contre les Liberty de New York où elle a enregistré 8 points, 5 rebonds, 1 passe décisive et 2 interceptions. Au cours de sa saison recrue, Mabika a joué dans 21 des 28 matchs de l'équipe, avec une moyenne de 6,0 points et 2,6 rebonds tandis que les Sparks ont terminé avec un bilan de 14-14 et ont raté les séries éliminatoires.
Après sa première année, Mabika deviendra l'arrière vedette des Sparks pendant les dix années suivantes. De 1998 à 2006, elle a été titulaire dans 90 % des matchs qu'elle a disputés pour les Sparks (269 matchs sur 298) et a obtenu une moyenne de 11,3 points, 4,1 rebonds et 2,5 passes décisives tout en jouant 27,8 minutes par match au cours de cette période de 10 ans. Mabika a connu les années les plus réussies de sa carrière de 2000 à 2002, étant sélectionnée comme All-Star en 2000 et 2002, et remportant des championnats consécutifs avec les Sparks en 2001 et 2002.
Après 11 saisons avec les Sparks, Mabika a signé un contrat d'agent libre avec les Comets de Houston le 20 février 2008. Elle a exprimé un grand intérêt à signer avec l'équipe, déclarant : « J'ai hâte. J'ai joué avec la même équipe pendant 11 ans et maintenant avoir une nouvelle opportunité avec une nouvelle équipe est excitant. À partir du camp d'entraînement, je veux offrir mon expérience de leadership et la force mentale dont je sais que les équipes ont besoin pour réussir. ».
Sa saison avec les Comets ne serait pas seulement la dernière saison de Mabika dans la ligue, mais aussi la dernière saison des Comets en tant que franchise, l'équipe ayant cessé ses activités après la saison 2008. Elle a joué dans 20 des 34 matchs de l'équipe et a obtenu une moyenne de 4,6 points et 1,9 rebonds. Les Comets ont terminé la saison 17-17 et ont manqué les playoffs. Son dernier match WNBA était également le dernier match des Comets en tant que franchise. Ce match se jouerait le 15 septembre 2008, les Comets battant les Monarchs de Sacramento 90-81.

## Vie personnelle
Mabika a étudié la biologie et la chimie à l’école Massamba de Kinshasa.
Mabika est devenue citoyenne américaine en 2011. En 2011, elle a donné naissance à une fille nommée Heliana.

## Palmarès
- Championne d'Afrique 1994
- Championne WNBA en 2001 et 2002 avec Les Sparks de Los Angeles
- Médaille d'argent aux Jeux africains de 2003

## Career statistics

### Saison régulière
| Saison  | Équipe           | MJ  | M5  | Min  | %T   | %3   | %LF  | Rb  | PD  | Int | Ctr | BP  | F | Pts  |
| ------- | ---------------- | --- | --- | ---- | ---- | ---- | ---- | --- | --- | --- | --- | --- | - | ---- |
| 1997    | Los Angeles      | 21  | 1   | 15.5 | .390 | .184 | .542 | 2.6 | 1.0 | 1.1 | 0.3 | 1.3 | - | 6.0  |
| 1998    | Los Angeles      | 29  | 23  | 24.5 | .339 | .308 | .698 | 4.4 | 1.5 | 1.0 | 0.3 | 1.3 | - | 8.2  |
| 1999    | Los Angeles      | 32  | 28  | 29.3 | .372 | .281 | .718 | 4.8 | 3.5 | 1.4 | 0.5 | 1.8 | - | 10.8 |
| 2000    | Los Angeles      | 32  | 32  | 29.4 | .388 | .384 | .820 | 5.6 | 3.1 | 1.8 | 0.6 | 1.6 | - | 12.3 |
| 2001†   | Los Angeles      | 28  | 24  | 29.6 | .387 | .382 | .861 | 4.6 | 3.1 | 1.4 | 0.4 | 1.6 | - | 11.2 |
| 2002†   | Los Angeles      | 32  | 32  | 32.8 | .423 | .366 | .839 | 5.2 | 2.9 | 1.2 | 0.3 | 1.9 | - | 16.8 |
| 2003    | Los Angeles      | 32  | 30  | 32.6 | .407 | .264 | .866 | 4.4 | 2.6 | 0.9 | 0.6 | 2.3 | - | 13.8 |
| 2004    | Los Angeles      | 31  | 31  | 31.1 | .415 | .404 | .824 | 3.9 | 2.4 | 1.2 | 0.1 | 1.6 | - | 14.4 |
| 2005    | Los Angeles      | 17  | 14  | 21.6 | .320 | .224 | .500 | 1.6 | 1.7 | 0.9 | 0.0 | 0.8 | - | 5.8  |
| 2006    | Los Angeles      | 32  | 32  | 21.2 | .377 | .333 | .889 | 2.0 | 1.5 | 0.6 | 0.2 | 1.2 | - | 8.5  |
| 2007    | Los Angeles      | 33  | 23  | 23.1 | .364 | .310 | .754 | 3.8 | 2.2 | 0.9 | 0.1 | 2.2 | - | 8.1  |
| 2008    | Houston          | 20  | 11  | 16.4 | .303 | .274 | .714 | 1.9 | 0.9 | 0.5 | 0.0 | 0.6 | - | 4.6  |
| Carière | 12 ans, 2 équipe | 339 | 281 | 26.3 | .385 | .327 | .799 | 3.9 | 2.3 | 1.1 | 0.2 | 1.6 | - | 10.5 |

### Playoffs
| Saison  | Équipe          | MJ | M5 | Min  | %T   | %3   | %LF  | Rb  | PD  | Int | Ctr | BP  | F | Pts  |
| ------- | --------------- | -- | -- | ---- | ---- | ---- | ---- | --- | --- | --- | --- | --- | - | ---- |
| 1999    | Los Angeles     | 4  | 4  | 31.8 | .378 | .176 | .000 | 4.5 | 2.8 | 3.3 | 0.3 | 2.5 | - | 9.3  |
| 2000    | Los Angeles     | 4  | 4  | 34.0 | .543 | .531 | .750 | 5.3 | 1.0 | 1.5 | 1.0 | 1.3 | - | 17.5 |
| 2001†   | Los Angeles     | 7  | 7  | 33.0 | .318 | .250 | .786 | 6.6 | 2.4 | 1.0 | 0.9 | 1.4 | - | 9.0  |
| 2002†   | Los Angeles     | 6  | 6  | 35.3 | .378 | .320 | .692 | 6.8 | 4.2 | 1.3 | 0.2 | 1.7 | - | 14.7 |
| 2003    | Los Angeles     | 9  | 9  | 38.2 | .438 | .353 | .846 | 5.6 | 2.3 | 1.6 | 0.2 | 2.2 | - | 14.3 |
| 2004    | Los Angeles     | 3  | 3  | 35.7 | .370 | .350 | .938 | 2.7 | 3.3 | 2.3 | 0.0 | 2.0 | - | 18.7 |
| 2005    | Los Angeles     | 1  | 1  | 11.0 | .250 | .000 | .000 | 0.0 | 0.0 | 0.0 | 0.0 | 2.0 | - | 2.0  |
| 2006    | Los Angeles     | 5  | 4  | 28.0 | .388 | .433 | .706 | 4.0 | 2.0 | 1.4 | 0.0 | 1.6 | - | 15.4 |
| Carière | 8 ans, 1 équipe | 39 | 38 | 33.5 | .400 | .350 | .769 | 5.2 | 2.5 | 1.6 | 0.4 | 1.8 | - | 13.4 |

## Distinctions personnelles
- MVP du  Championnat d'Afrique féminin de basket-ball 1994
- Sélection WNBA pour de la rencontre The Game at Radio City en 2004
- Meilleur cinq de la WNBA (2002)